# Liubov Nikítina
Liubov Ígorevna Nikítina –en ruso, Любовь Игоревна Никитина– (Yaroslavl, 21 de enero de 1999) es una deportista rusa que compite en esquí acrobático, especialista en la prueba de salto aéreo. Su hermano Stanislav también compite en esquí acrobático.
Ganó cuatro medallas en el Campeonato Mundial de Esquí Acrobático, en los años 2019 y 2021. Participó en los Juegos Olímpicos de Pyeongchang 2018, ocupando el séptimo lugar en los saltos aéreos.

## Medallero internacional
| Campeonato Mundial | Campeonato Mundial         | Campeonato Mundial | Campeonato Mundial      |
| Año                | Lugar                      | Medalla            | Competición             |
| ------------------ | -------------------------- | ------------------ | ----------------------- |
| 2019               | Park City (Estados Unidos) | Medalla de plata   | Salto aéreo             |
| 2019               | Park City (Estados Unidos) | Medalla de bronce  | Salto aéreo por equipos |
| 2021               | Almaty (Kazajistán)        | Medalla de oro     | Salto aéreo por equipos |
| 2021               | Almaty (Kazajistán)        | Medalla de bronce  | Salto aéreo             |